# Jean-Luc Wingert
Jean-Luc Wingert est ingénieur conseil dans le domaine des questions énergétiques et du développement durable. En 2005, il a publié La Vie après le pétrole. En 2015, il a publié Le syndrome de Marie-Antoinette, que faire lorsque les élites ont perdu la tête ?.

## Ouvrages
- La Vie après le pétrole. De la pénurie aux énergies nouvelles, Paris, Autrement, 2005.
- Le Syndrome de Marie-Antoinette, que faire lorsque les élites ont perdu la tête ?, Paris, Les Liens qui libèrent, 2015.